# Heinz Felber (DJ)
Heinz Felber (* 3. September 1956 in Graz) ist ein österreichischer DJ und Produzent. Er gilt als einer der deutschen Pioniere der House-Musik. Als Club- und Radio-DJ machte er House deutschlandweit bekannt. Er gehörte zum Gründungsteam der Clubnight auf hr3.
1989 gelang ihm als Produzent von Deskees Let There Be House der erste in Deutschland kommerziell erfolgreiche House-Titel. Die Single schaffte es auf Platz 1 der US-amerikanischen Dance-Charts; weltweit wurden 500.000 Exemplare verkauft. Felber remixte und produzierte im Lauf seiner Karriere auch SNAP!, Rozalla, Three Degrees, B. G., The Prince of Rap und produzierte Mariah Carey. Außerdem arbeitete er mit WestBam, Torsten Fenslau und Wackside im Studio an eigenen Tracks.
Zusammen mit DJs wie Sven Väth, Torsten Fenslau und Mark Spoon legte er im Frankfurter Airport-Club Dorian Gray auf und wurde zu einem viel gebuchten Club-DJ.
Einmal im Monat konnte man ihn in seiner Radiosendung, den „hr3 Partygrooves“ hören. „Partygrooves“ war die Nachfolgesendung der hr3 Clubnight, der erfolgreichsten Clubsendung im deutschen Radio. Dort förderte er damals unbekannte DJs wie Tom Novy und Boris Dlugosch. Im Jahr 2007 wurde „Partygrooves“ von hr3 aus Kostengründen abgesetzt.
2019 gründete Heinz Felber eine DJ- / Künstleragentur.